# Qianwei

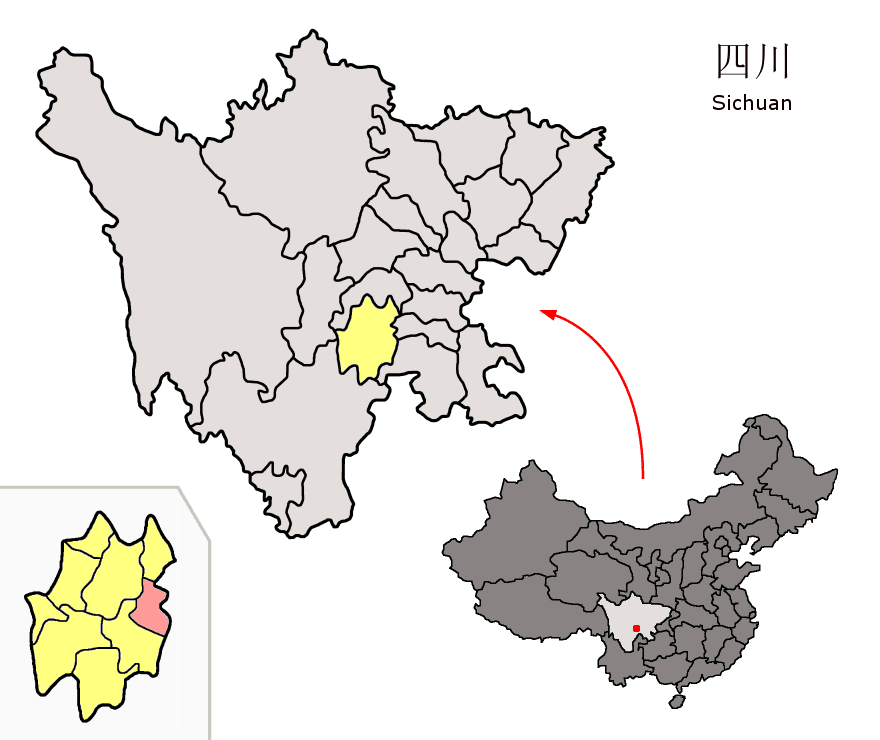
Lage von Qianwei in Sichuan

Qianwei (chinesisch 犍为县, Pinyin Qiánwéi Xiàn) ist ein Kreis der bezirksfreien Stadt Leshan in der chinesischen Provinz Sichuan. Er hat eine Fläche von 1.370 km² und zählt 416.673 Einwohner (Stand: Zensus 2020). Sein Hauptort ist die Großgemeinde Yujin (玉津镇).
Der Konfuzianische Tempel von Qianwei (Qianwei wenmiao 犍为文庙) steht seit 2006 auf der Liste der Denkmäler der Volksrepublik China (6-714).